# Found Songs
《Found Songs》是冰島音樂家Ólafur Arnalds的第二張單曲作品，由英國音樂廠牌Erased Tapes發行，從最早的數位音樂下載，後相繼推出CD和黑膠唱片版本。

## 錄製過程
2009年4月13日開始，Ólafur Arnalds開始了一項一天發行一首歌的計劃，並且持續了七天，同時在Flickr上開了群組讓樂迷上傳照片成為他創作音樂的靈感，每日在自己家裡錄制一首曲子並且上傳到官方網站，讓網友免費試聽，吸引了超過20萬人下載，後來這些音樂便成了單曲作品《Found Songs》透過Erased Tapes發行。

## 發行曲目
| 曲序 | 曲目             | 时长 |
| ---- | ---------------- | ---- |
| 1.   | Erla's Waltz     | 2:14 |
| 2.   | Raein            | 3:06 |
| 3.   | Romance          | 1:47 |
| 4.   | Allt Varð Hljótt | 3:22 |
| 5.   | Lost Song        | 3:41 |
| 6.   | Faun             | 2:47 |
| 7.   | Ljósið           | 3:29 |

## 來源引用
1. ↑  陳德政. . 音速青春. 2009年4月15日  [2016年1月13日]. （原始内容存档于2016年4月15日） （中文（臺灣））. 冰島青年作曲家Ólafur Arnalds將自4/13週一起，一連七天推出七首新作。有意思的地方在於，這些歌就像新鮮水果，都是當日現採的。換言之，他在24小時內得寫、編、錄好一曲，連續一個星期都是如此，確實是很富挑戰性的計畫。
2. ↑  Ólafur Arnalds. . Flickr.   [January 13, 2016]. （原始内容存档于2016-04-27） （英语）. I am super happy with the reactions to this group! Thank you everyone who submitted art!
3. ↑  許哲寧. . Pixnet 痞客邦. 2009年9月24日  [2016年1月13日]. （原始内容存档于2016年8月17日） （中文（臺灣））. Ólafur Arnalds的《Found Songs》七天七首歌的計畫，七首歌都可以免費下載，而這首有著美麗炫彩MV的〈Ljósið〉，是壓軸第七天的歌曲，可以到官方頁面按右鍵下載，另外因為臺灣還沒有代理Ólafur Arnalds的唱片，雖然《Found Songs》已經有實體了，但可能要透過國外的網站才能收藏這張美麗的專輯。
4. ↑  破音時間 DISTORTED TIME. . THE WALL MUSIC. 2013年9月14日  [2016年1月13日]. （原始内容存档于2015年11月10日） （中文（臺灣））. 2009年4月，Ólafur 展開了《Found Songs》創作計劃，連續七天推出七首新歌；最有意思的地方在於，他必須在24小時內寫、編、錄好一曲，然後在網路上分享給樂迷，吸引了逾20萬人下載。

## 外部連結
- Found Songs的官方網站
- Vimeo上的〈Ljósið〉音樂影片